# Димитър Бракалов
Димитър Тодоров Бракалов е български общественик, 5-и и 20-и кмет на Бургас.

## Биография
Димитър Бракалов е роден на 10 януари 1840 година. Основно образование Димитър Бракалов завършва в родния си град. От 1858 година до 1867 година е в Цариград, където продължава образованието си във френския католически колеж „Галатасарай“ и заедно с Драган Цанков участва в униатското движение. От 1867 година Димитър Бракалов се установява в Бургас и управлява чифлиците в селата Атанаскьой, Келешкьой и Хорозлар. През 1868 година, заедно с Яни Русалиев, Койчо Райков, Никола Камбуров и Сава Хаджидечев, създава самостоятелна българска община, а през 1869 година Българска църква и българско класно училище в Бургас.
Димитър Бракалов е женен за дъщерята на Аркадиос Димитракопулос, който по това време е най-големият търговец на пшеница и най-богатият човек в Бургас.
На 3 март 1884 година е избран за кмет на Бургас, а мандата му трае до 2 септември 1885 година. На съвещание на общинския съвет от 7 август 1895 година е избран повторно за кмет, като управлява града до 30 юни 1899 година. След това се занимава с адвокатство и рентиерство. Умира на 14 декември 1903 година в Бургас.